# مارك فريدمان
مارك فريدمان (بالإنجليزية: Marc Friedman)‏ هو موسيقي أمريكي، ولد في 18 يونيو 1977.

## وصلات خارجية
- مارك فريدمان على موقع ميوزك برينز (الإنجليزية)